# 新塞兰
新塞兰（德語：Neu-Seeland）是德国勃兰登堡州的市镇，隶属于上施普雷瓦尔德-劳西茨县。总面积为56.18平方千米，截至2023年12月31日总人口为581人。